# 劉仁之
劉仁之（？—544年），字山静，北魏大臣，匈奴独孤部人。北魏孝文帝改革后，独孤姓改为刘姓，定籍河南郡洛阳县。
劉仁之是永安公刘罗辰玄孙，并州刺史刘殊晖曾孙，武卫将军刘求引之孙，魏昌、癭陶二县令、赠钜鹿太守劉尔头之子。劉乞歸的侄子。劉仁之粗涉书史。喜欢在大庭广众显示自己的高明，实则名高行低。魏节闵帝时，兼黄门侍郎，深为尔朱世隆所信用。魏孝武帝时，为著作郎，兼中书令。东魏时，历任卫将军、西兖州刺史，在州有当时之誉。劉仁之性情酷虐，晋阳修城，他统监劳役。以小过失，杖责前殷州刺史裴瑗、并州刺史王绰。被高欢大加谴责。武定二年（544年）卒，赠卫大将军、吏部尚书、青州刺史，谥号敬。

## 区田法
刘仁之任西兖州刺史时，曾对贾思勰说：“我昔日在洛阳的时候，在住宅田七十步的土地上，试用区田法，收获了粟米三十六石。”

## 延伸阅读
[在维基数据编辑]
 《魏書·卷81》，出自魏收《魏书》